# Ratusz w Mirsku
Ratusz w Mirsku - został wzniesiony w latach 1794-1796 przy wykorzystaniu wieży z poprzedniego ratusza. W wieku XIX ratusz został rozbudowany, obecnie jest siedzibą Urzędu Miasta i Gminy Mirsk. 

## Historia
Pierwszy renesansowy ratusz w Mirsku został wzniesiony około 1559 roku, o czym świadczy tablica erekcyjna wmurowana w ścianę wieży. Pod koniec XVIII wieku budynek spłonął, a następnie został odbudowany w latach 1794-1796, przy zachowaniu wcześniejszej wieży. W XIX wieku ratusz był restaurowany, poza tym dokonano jego rozbudowy. W roku 1960 budynek został wyremontowany.

Decyzją wojewódzkiego konserwatora zabytków z dnia 10 lutego 1960 roku ratusz został wpisany do rejestru zabytków.

## Architektura
Ratusz jest budowlą wzniesioną na planie czworoboku, posiada dwie kondygnacje z wysokimi piwnicami, część starsza nakryta jest czterospadowym dachem mansardowym z lukarnami, a część XIX-wieczna dachami dwuspadowym z przyczółkami. Najstarszą częścią ratusza jest wieża, w dolnej części czworoboczna, wyżej przechodząca w ośmiobok z tarczami zegarowymi, zakończony tarasem z kamienną balustradą. Wieża zakończona jest barokowym hełmem z prześwitem, wspartym na ośmiobocznej podstawie. Główne wejście do budynku usytuowane jest na wysokości pierwszego piętra, a prowadzą do niego dwubiegowe schody. Nad głównym wejściem znajdują się herby szlacheckie: Hansa von Schaffgotsch (L) i Magdaleny von Zedlitz (P), natomiast na wieży (strona południowa) herby szlacheckie barona von Schaffgotsch (L) i von Promnitz (P) oraz poniżej tablica fundacyjna z 1559 zawierająca herb miasta. Obecnie ratusz jest siedzibą Urzędu Miasta i Gminy Mirsk. 

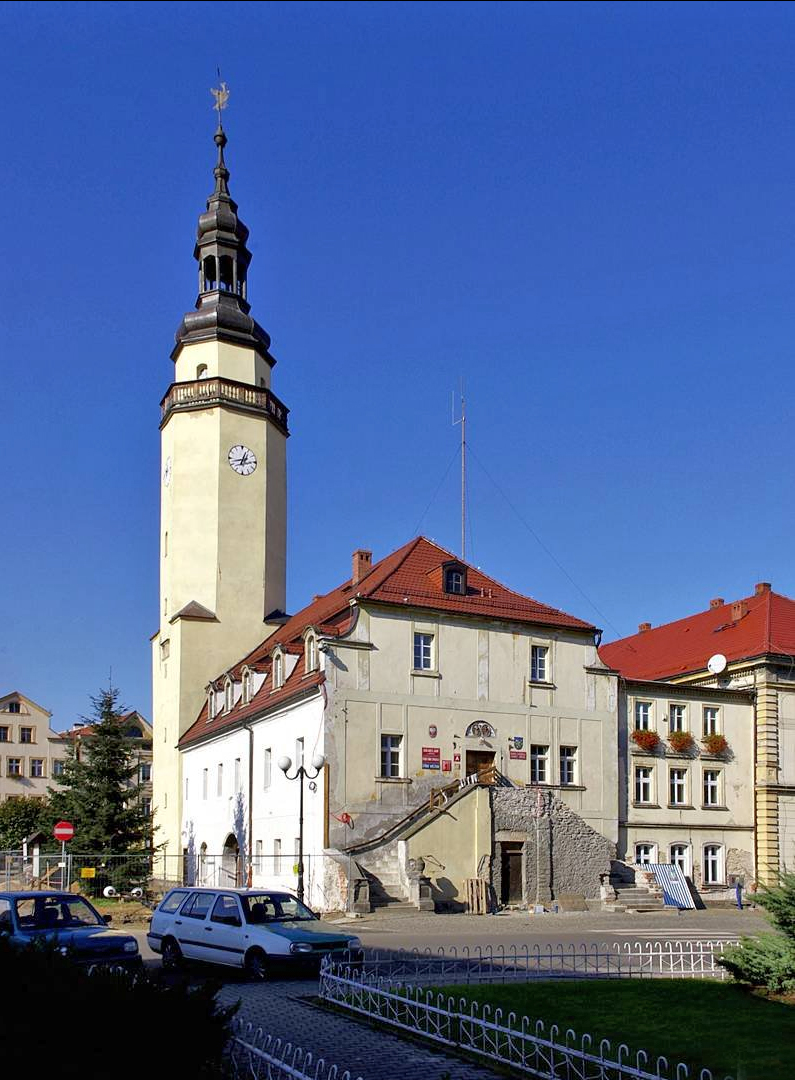
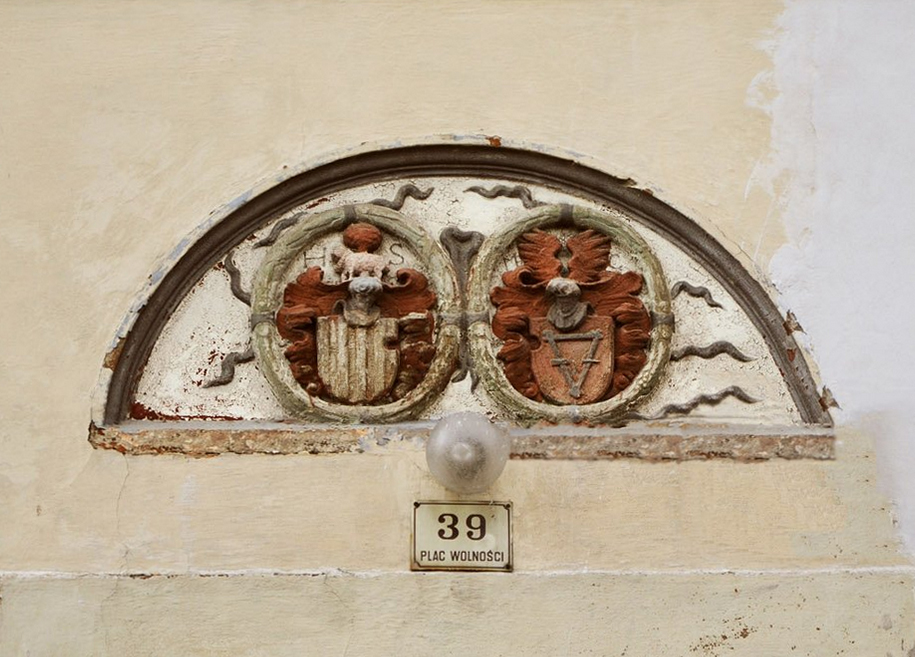
Herby Schaffgotsch (L) i Zedlitz (P) nad wejściem
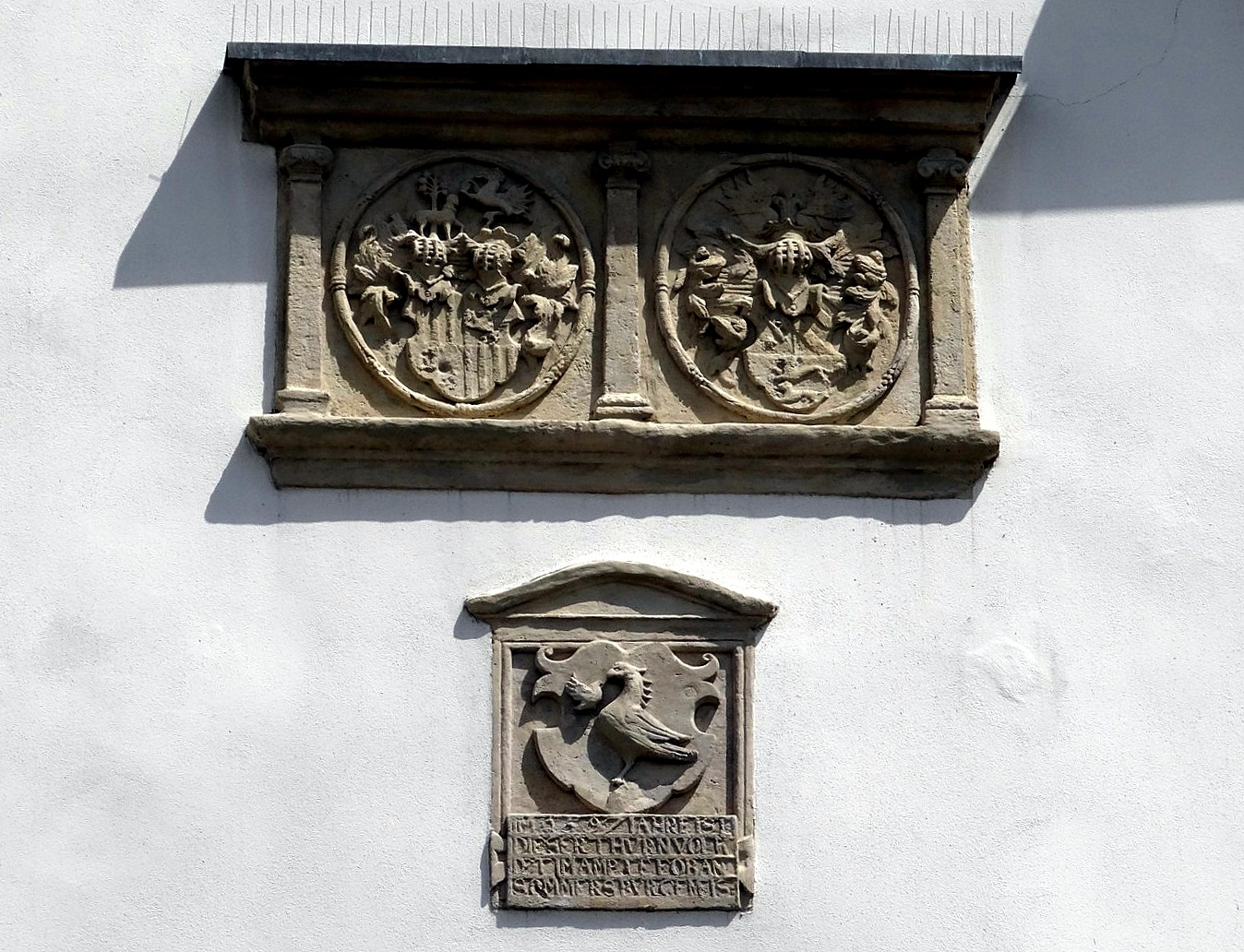
Herby Schaffgotsch (L) i Promnitz (P) na wieży
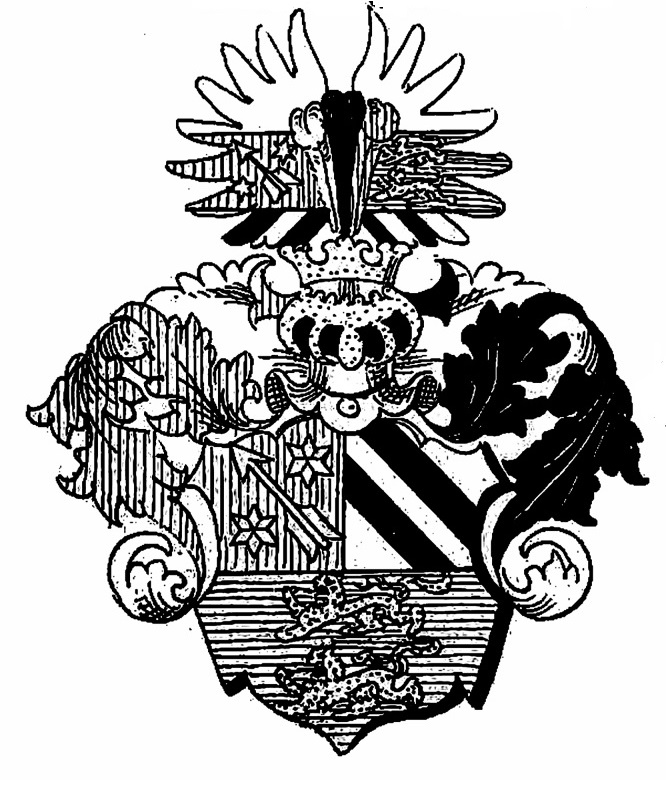
Herby von Promnitz